# Hvozd (ort i Tjeckien, Mellersta Böhmen)
Hvozd är en ort i Tjeckien.   Den ligger i regionen Mellersta Böhmen, i den västra delen av landet, 50 km väster om huvudstaden Prag. Hvozd ligger 482 meter över havet och antalet invånare är 157.
Terrängen runt Hvozd är huvudsakligen lite kuperad. Hvozd ligger uppe på en höjd. Runt Hvozd är det ganska glesbefolkat, med 32 invånare per kvadratkilometer. Närmaste större samhälle är Rakovník, 6,3 km norr om Hvozd. Trakten runt Hvozd består till största delen av jordbruksmark.